# Amalia Hol
Amalia Jacoba Hol (Utrecht, 22 augustus 1871 − Haarlem, 27 juli 1938) was een Nederlands zangeres, maar voornamelijk zangpedagoge.
Ze was dochter van Amalie Philippine Frederike Reuter en musicus Richard Hol. Zus Betsy Hol was ook enkele jaren zangeres. Zelf trouwde ze in 1897 “met de handschoen” met militair (tweede luitenant) te Nederlands-Indië Jouke Broer Schuil met wie ze veertig jaar doorbracht. Deze J.B. Schuil, later kinderboekenschrijver, was zoon van componist Martinus Schuil.
Ze kreeg aan opleiding aan de muziekschool van de Maatschappij tot Bevordering der Toonkunst, leraressen waren Bertha Zegers Veeckens en Jacoba Repelaer van Driel. In plaats te gaan voor een zangcarrière werd zij zanglerares. Eerst in Dordrecht, vanaf 1896 in Deventer. Ze hanteerde daarbij de methode van Julius Stockhausen.
Na haar huwelijk verhuisde ze naar Nederlands-Indië om daar te zingen en les te geven. In de jaren tien van de 20e eeuw was ze te vinden in en rond Haarlem, alwaar ze les gaf ter vervanging van Wilhelmina de Veer-de Lange aan de muziekschool van de MtBdT. Haar man was daar directeur.
Ze brak nooit door naar het grote publiek of het moet zijn als lerares van de veel bekender geworden zangeres Annie Woud of zanger Lucien Louman.    
Ze werd begraven op de Algemene Begraafplaats in Heemstede, waarbij heel cultureel Haarlem uitliep, tot aan de directeur van het Frans Hals Museum.